# 2. Garde-Reserve-Division
Die 2. Garde-Reserve-Division war ein Großverband der Preußischen Armee im Ersten Weltkrieg und gehörte zum X. Reserve-Korps.

## Gliederung

### Kriegsgliederung 1914
- 26. Reserve-Infanterie-Brigade
  - Reserve-Infanterie-Regiment Nr. 15
  - Reserve-Infanterie-Regiment Nr. 55

- 38. Reserve-Infanterie-Brigade
  - Reserve-Infanterie-Regiment Nr. 77
  - Reserve-Infanterie-Regiment Nr. 91
  - Reserve-Jäger-Bataillon Nr. 10

- Reserve-Ulanen-Regiment Nr. 2
- Reserve-Feldartillerie-Regiment Nr. 20
- 4. Kompanie/Hannoversches Pionier-Bataillon Nr. 10

### Kriegsgliederung vom 20. März 1918
- 38. Reserve-Infanterie-Brigade
  - Reserve-Infanterie-Regiment Nr. 15
  - Reserve-Infanterie-Regiment Nr. 77
  - Reserve-Infanterie-Regiment Nr. 91
  - MG-Scharfschützen-Abteilung Nr. 65
  - Kavallerie-Eskadron 4
- Artillerie-Kommandeur Nr. 116
  - Reserve-Feldartillerie-Regiment Nr. 20
  - II. Bataillon/Fußartillerie-Regiment Nr. 23
- Pionier-Bataillon Nr. 302
- Divisions-Nachrichten-Kommandeur Nr. 402

## Gefechtskalender
Im Rahmen der Mobilmachung zu Beginn des Ersten Weltkriegs wurde die Division in Berlin gebildet und im Kriegsverlauf ausschließlich an der Westfront eingesetzt.

### 1914
- 22. August – Gefecht bei Monceau-sur-Sambre
- 23. bis 24. August – Schlacht bei Namur
- 26. August – Gefecht bei Marbaix
- 27. August – Gefecht bei Fesmy
- 29. bis 30. August – Schlacht bei St. Quentin
- 04. September – Gefecht bei La Breuil
- 06. bis 9. September – Schlacht am Petit Morin
- 12. September bis 9. Oktober – Schlacht bei Reims
- ab 11. Oktober – Kämpfe an der Aisne

### 1915
- bis 27. März – Kämpfe an der Aisne
  - 4. Februar bis 16. April – Kampf im Argonner Wald
- 18. April bis 23. Juli – Schlacht bei La Bassée und Arras
- 24. Juli bis 24. September – Stellungskämpfe in Flandern und Artois
- 25. September bis 13. Oktober – Herbstschlacht bei La Bassée und Arras
- ab 14. Oktober – Stellungskämpfe in Flandern und Artois

### 1916
- bis 13. Mai – Stellungskämpfe in Flandern und Artois
- 17. Mai bis 23. Juni – Stellungskämpfe im Artois
- 24. Juni bis 26. November – Schlacht an der Somme
- ab 27. November – Stellungskämpfe an der Somme

### 1917
- bis 15. März – Stellungskämpfe an der Somme
- 16. März bis 15. April – Kämpfe vor der Siegfriedfront
  - 2. April bis 20. Mai – Frühjahrsschlacht bei Arras
- 23. Mai bis 14. Juni – Stellungskämpfe in Flandern und Artois
- 25. Juni bis 5. November – Schlacht in Flandern
- 05. bis 27. November – Stellungskämpfe in Flandern und Artois
- 28. November bis 3. Dezember – Schlacht in Flandern
- ab 4. Dezember – Stellungskämpfe in Flandern

### 1918
- bis 26. Februar – Stellungskämpfe in Flandern
- 26. Februar bis 18. März – Reserve der OHL bei der 6. Armee
- 18. bis 20. März – Aufmarsch zur Großen Schlacht in Frankreich
- 21. März bis 6. April – Große Schlacht in Frankreich
- 07. April bis 20. August – Kämpfe zwischen Arras und Albert
- 21. August bis 2. September – Schlacht bei Monchy-Bapaume
- 02. September – Kämpfe bei Dury und Villers lez Cagnicourt
- 03. bis 4. September – Kämpfe vor der Siegfriedfront
- 05. bis 6. September – Kämpfe vor der Front Ypern-La Bassée
- 07. September bis 14. Oktober – Kämpfe vor der Front Armentières-Lens
- 15. bis 19. Oktober – Kämpfe zwischen Deûle-Kanal und Schelde
- 20. Oktober bis 4. November – Kämpfe in der Hermannstellung an der Schelde
- 05. bis 11. November – Rückzugskämpfe vor der Antwerpen-Maas-Stellung
- ab 12. November – Räumung des besetzten Gebietes und Marsch in die Heimat

## Kommandeure
| Dienstgrad                             | Name                         | Datum                                   |
| -------------------------------------- | ---------------------------- | --------------------------------------- |
| Generalleutnant/General der Infanterie | Richard von Süßkind-Schwendi | 02. August bis 13. September 1914       |
| Generalleutnant                        | Paul Weese                   | 14. September 1914 bis 9. November 1916 |
| Generalmajor/Generalleutnant           | Axel von Petersdorff         | 10. November 1916 bis 20. August 1918   |
| Generalmajor                           | Wigand von Cramer            | 21. August 1918 bis 27. Februar 1919    |